# Anawin Jujeen
Anawin Jujeen ou อนาวิน จูจีน en thaï, né le 13 mars 1987 à Nakhon Sawan, est un footballeur thaïlandais.

## Palmarès

### En club
- Bangkok Glass :
  - Vainqueur de la Coupe de la Reine en 2009.
  - Vainqueur de la Supercoupe de Thaïlande en 2009.
  - Vainqueur de la Coupe de Singapour en 2010.